# 堺 (台灣)
堺，是台灣花蓮縣富里鄉的地名，原為日治時代花蓮港廳玉里郡富里庄的大字。舊名堵港埔，1937年行政區改制時改名，轄域包括現在的富南村和學田村。

## 概要
堺，意指境界，因位在花蓮港廳和台東廳的廳界，故名。相同的地名，如：大阪府堺市，源自自古以來位於攝津國、河內國和和泉國三國的境界。花蓮富里的堺，位在富里鄉之南，南與台東縣池上鄉相接，秀姑巒溪呈南北向流經，戰後以溪為界，劃分成富南村和學田村。